# Tillandsia rupestris
Espèce
Classification phylogénétique
Tillandsia rupestris Mez est une plante de la famille des Bromeliaceae.
L'épithète rupestris signifie « rupestre, qui pousse sur les parois rocheuses » par référence à l'habitat de la plante.

## Protologue et Type nomenclatural
Tillandsia rupestris Mez in C.DC., Monogr. Phan. 9: 856, n° 220 (1896)
Diagnose originale :
« foliis caulem elongatum quaquaverse vaginantibus, dense lepidibus magnis, reflexis tomentosis ; inflorescentia simplicissima, dense disticha subflabellata +/- 6-flora ; bracteolis quam sepala brevioribus, dorso glabris ; floribus stricte erectis ; sepalis subaequaliter ad 3 mm. connatis ; petalis lamina violacea, latissime obovata, maxima ; staminibus profunde inclusis, stylum superantibus. »
Type : leg. Balansa, n° 4746 ; "Paraguay, ad saxa granitica montis Cerro San Thomas prope Paranaguari" ; Herb. Boiss.-Barbey., Paris.

## Synonymie

### Synonymie nomenclaturale
- Tillandsia arhiza var. rupestris (Mez) Hassl.

### Synonymie taxonomique
(aucune)

## Écologie et habitat
- Biotype : plante herbacée vivace rameuse ; saxicole[1].
- Habitat : rochers granitiques[1].
- Altitude : ?

## Distribution
- Amérique du sud :
  -  Paraguay[1]

## Taxons infraspécifiques

### Tillandsia rupestrisvar.rupestris
(autonyme)

### Tillandsia rupestrisvar.pendensChodat & Vischer
Tillandsia rupestris var. pendens Chodat & Vischer, in Bull. Soc. Bot. Genève, ser. 2, 8: 229, fig. 91, 96 (1916)
Diagnose originale : (à compléter)
Type : (à compléter)
Distribution :  Paraguay.